# Municipio de Clay (condado de Pike)
El municipio de Clay (en inglés: Clay Township) es un municipio ubicado en el condado de Pike en el estado estadounidense de Indiana. En el año 2010 tenía una población de 349 habitantes y una densidad poblacional de 5,63 personas por km².

## Geografía
El municipio de Clay se encuentra ubicado en las coordenadas 38°29′25″N 87°25′31″O / 38.49028, -87.42528. Según la Oficina del Censo de los Estados Unidos, el municipio tiene una superficie total de 62.02 km², de la cual 61,07 km² corresponden a tierra firme y (1,53 %) 0,95 km² es agua.

## Demografía
Según el censo de 2010, había 349 personas residiendo en el municipio de Clay. La densidad de población era de 5,63 hab./km². De los 349 habitantes, el municipio de Clay estaba compuesto por el 97,71 % blancos, el 0,29 % eran afroamericanos, el 1,72 % eran amerindios, el 0,29 % eran de otras razas. Del total de la población el 0,29 % eran hispanos o latinos de cualquier raza.